# Michael Schenker

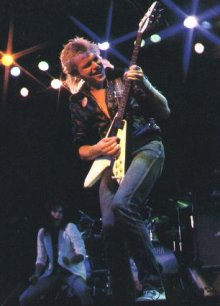
Michael Schenker spelande på en Gibson Flying V 1983.

Michael Schenker, född 10 januari 1955 i Sarstedt i Niedersachsen, Tyskland, är en tysk hårdrocksgitarrist. Han har medverkat i bland annat UFO, Scorpions och MSG. Schenker kombinerar briljant teknik med god melodikänsla och har gett ut ett stort antal album, från akustiska instrumentala plattor till klassisk hårdrock. Schenker är också känd för ett flertal bråk med bandmedlemmar och plötsliga turnéavhopp.
Vid 16 års ålder spelade han sologitarr på Scorpions debutalbum Lonesome Crow. År 1973 blev han medlem i UFO, och under perioden 1973–1978 medverkade Schenker på sex UFO-album, inklusive dubbel-liveplattan "Strangers in the Night". Schenker hoppade av UFO 1978 efter bråk med sångaren Phil Mogg och bildade MSG (Michael Schenker Group). De två första MSG-albumen "The Michael Schenker Group" och "MSG" räknas som klassiska plattor från det tidiga 1980-talet. Under denna period blev Schenker även framröstad som världens bästa gitarrist. Schenker splittrade MSG 1984 och återkom tillsammans med Robin McAuley 1987 med McAuley Schenker Group albumet "Perfect Timing". Denna nya uppsättning spelade en mer radioanpassad hårdrock som hade en del listframgångar men de mer hårdföra fansen gillade inte den nya inriktningen.

Under 1990- och 2000-talet återvände Schenker till mer av den gamla stilen i MSG-albument "Written in the Sand" där svenske sångaren Leif Sundin medverkar och UFO-återföreningen "Walk on Water". Schenker gav även ut den instrumentala "Adventures of imagination" där melodierna ständigt växlar och byter inriktning utan att upprepas. Det senaste albumet "Tales of Rock N' Roll" släpptes 2006 och på denna medverkar alla gamla MSG-sångare samt den nye finske sångaren Jari Tiura.